# Давина кула
Давина или Девина кула (на македонска литературна норма: Давина Кула) е антична и средновековна крепост, разположена над скопското, село Чучер, Северна Македония.

## Местоположение
Местността Давина кула се намира на 3 km югозападно от Чучер и на 12 km северозападно от Скопие, покрай главния път за Косово, в южния край на Качанишкия пролом. Представлява издължен рид, заравнен на върха, чиято южна част се спуска на 230 m дълбоко в долината на Лепенец. През лека седловина в северната част продължава плавно във венеца на Скопска Църна гора. Склонове са стръмни и върхът е лесно достъпен само от североизток. Отгоре се открива гледка към главния път на няколко километра на север в пролома и на юг към Скопското поле. На няколко километра североизточно от тук са регистрирани стари железни мини.

## История

### Античност
В южния край на хълма, който е най-високата част, през Късната античност е построен кастел с овална форма с размери 185 х 110 m (1 ha). Стената, изградена от камък с вар и подсилена от поредица от кули, датира от късно римско време (IV век), като цяло е възстановена през VI век след земетресението от 518 година. Вътрешността също е обновена, което все още може да се види на повърхността днес - поредица от жилищни сгради с няколко отдела, разположени в редици по протежение на тесни успоредни улици. На най-високото място се е издигала църква, заобиколена от няколко помощни сгради.
Северно от акропола, върху тясна заравнена тераса, която е малко по-ниска, е ядрото на града, изградено по предварителен план. Оградено е с двойна стена, подсилена с кули и с голяма порта в северния край. В центъра има малък квадратен площад, обрамчен от магазини. На север от него се издигат големи жилищни сгради, а на юг - базилика и няколко други големи сгради.
В южната част, в подножието на акропола, има слаб извор, който го снабдявал с вода. Изворът е наречен Давина и той дава името на крепостта. Всичко това е построено наведнъж и по предварително замислен градоустройствен план през VI век. Градът с укрепената зона е заемал площ от 8,4 ha. Освен споменатите две базилики в града в района има още 6 църкви. Жителите се занимават главно с експлоатация на желязото и металургия. Открити са много голям брой дребни железни предмети — фибули, инструменти и части от оборудване и предмети от бита, изковани тук, основно през V - VI век. На един оловен печат се чете името на епископ Тома.

### Средновековие
Стената и вътрешните сгради, които са изключително добре запазени до днес, без съмнение са използвани и през Средновековието с някои ремонти. Находките от VII - VIII век са забележителни: няколко апликации и коланни обкови от бронзова и сребърна сплав или от желязо, покрито със сребро, носят византийски — предславянски белези. Един амулет, резбован от чифт еленови рога, има в горната част 4 лица. Според Иван Микулчич това е изображение на Перун — Све(нто)вид, върховното славянско божество и може би датира от IX - X век. Свързва се със славянското предхристиянско име на местността Давина (Дева), главната славянска богиня, която може би е имала тук свое светилище. Останалите находки са от следните векове: византийски монети - медни скифати от XII - XIII век. Базиликата от VI век в акропола е частично реставрирана през Късното средновековие: в нейния среден кораб е построена нова църква. В 1885 година тук Артър Евънс забелязва тук части от каменен саркофаг от времето на Неманичите.
Късноантичната крепост и през Средновековието е служела като стража на входа на Качанишкия пролом, пазеща пътя на север. Находищата на желязна руда вероятно отново са били експлоатирани. Тази важна укрепена точка най-вероятно е седалище на една от енориите в рамките на Скопската епископия - може би Преамор или Принипе, споменати в грамотата на Василий II от 1019 година.